# Монтаньяна, Доменико
Доменико Монтаньяна (итал. Domenico Montagnana, 1690—1750) — итальянский мастер смычковых инструментов (скрипки, альты, контрабасы, виолончели). Его виолончели обычного и увеличенного размеров славятся по всему миру, на них играли многие известные музыканты, такие как Александр Вержбилович и Анатолий Брандуков.
Несмотря на то, что его инструменты относят к школе Джироламо Амати (сына Николо Амати), а другие источники — к школе Страдивари, его инструменты не являются подражанием известных мастеров. Монтаньяна признан крупнейшим представителем Венецианской школы.
Своды инструментов Монтаньяна сходны со сводами работы К. Бергонци, а эфы представляют собой комбинацию эфов Страдивари и Гварнери дель Джезу; остальные детали инструментов: углы, ус, каёмка отличаются художественным и техническим совершенством, крупные завитки пластичны по форме. Монтаньяна удачно подбирал дерево для своих инструментов, использовал жёлтый, жёлто-красный и рубиново-красный, почти прозрачный лак, наложенный толстым слоем. Звучание инструментов Монтаньяна отличаются силой и теплотой тембра.